# Death Valley nationalpark
Death Valley nationalpark ligger i Kalifornien och Nevada, USA. Nationalparken har en yta på 13 518 km² och ligger till största delen i Kalifornien. En mindre del ligger i Nevada. Den lägsta punkten i Death Valley ligger 85,5 meter under havsnivån. Runt omkring denna kan flera tusen meter höga berg och annan avvikande topografi också hittas.  
Death Valley är en av de varmaste och torraste platserna i Nordamerika. Den 10 juli 1913 uppmättes 56,7 °C, vilket fortfarande är den högsta temperatur som någonsin uppmätts. Nederbörden är i genomsnitt mindre än 50 millimeter per år. År 1994 blev området nationalpark. 

## Sevärdheter
Några av sevärdheterna i nationalparken är:

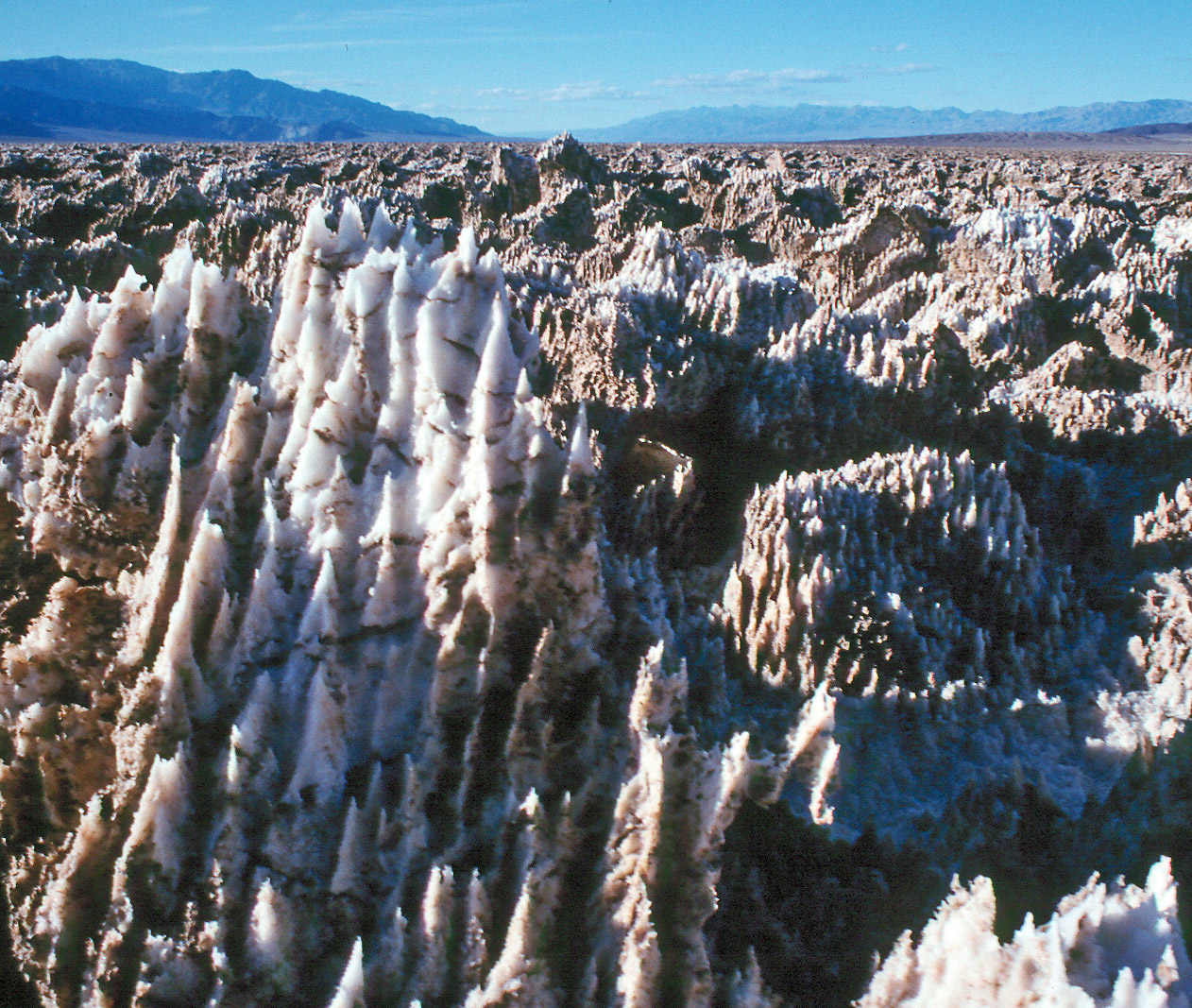
Devil's Golf Course.

- Badwater Basin, en saltöken med Nordamerikas lägsta punkt, 86 meter under havet
- Dante's View, utsiktspunkt på 1 669 meter
- Devil's Golf Course, ungefär "Djävulens golfbana", USA:s största saltöken[källa behövs]
- Racetrack Playa, saltsjöbotten med de vandrande stenarna
- Scotty's Castle, friluftsmuseum i miljonären Albert Mussey Johnsons semesterhus